# Barbichthys laevis
Barbichthys laevis, unica specie appartenente al genere Barbichthys e conosciuto comunemente come barbo succhiatore, è un pesce osseo di acqua dolce appartenente alla famiglia Cyprinidae.

## Distribuzione e habitat
Questa specie è diffusa nelle acque dolci del Sudest asiatico: bacini dei fiumi Chao Phraya e Mekong, Borneo, Sumatra, Giava e Malaysia. Abita i grandi fiumi nella stagione secca, mentre nella stagione delle piogge è diffuso anche nelle aree allagate.

## Descrizione

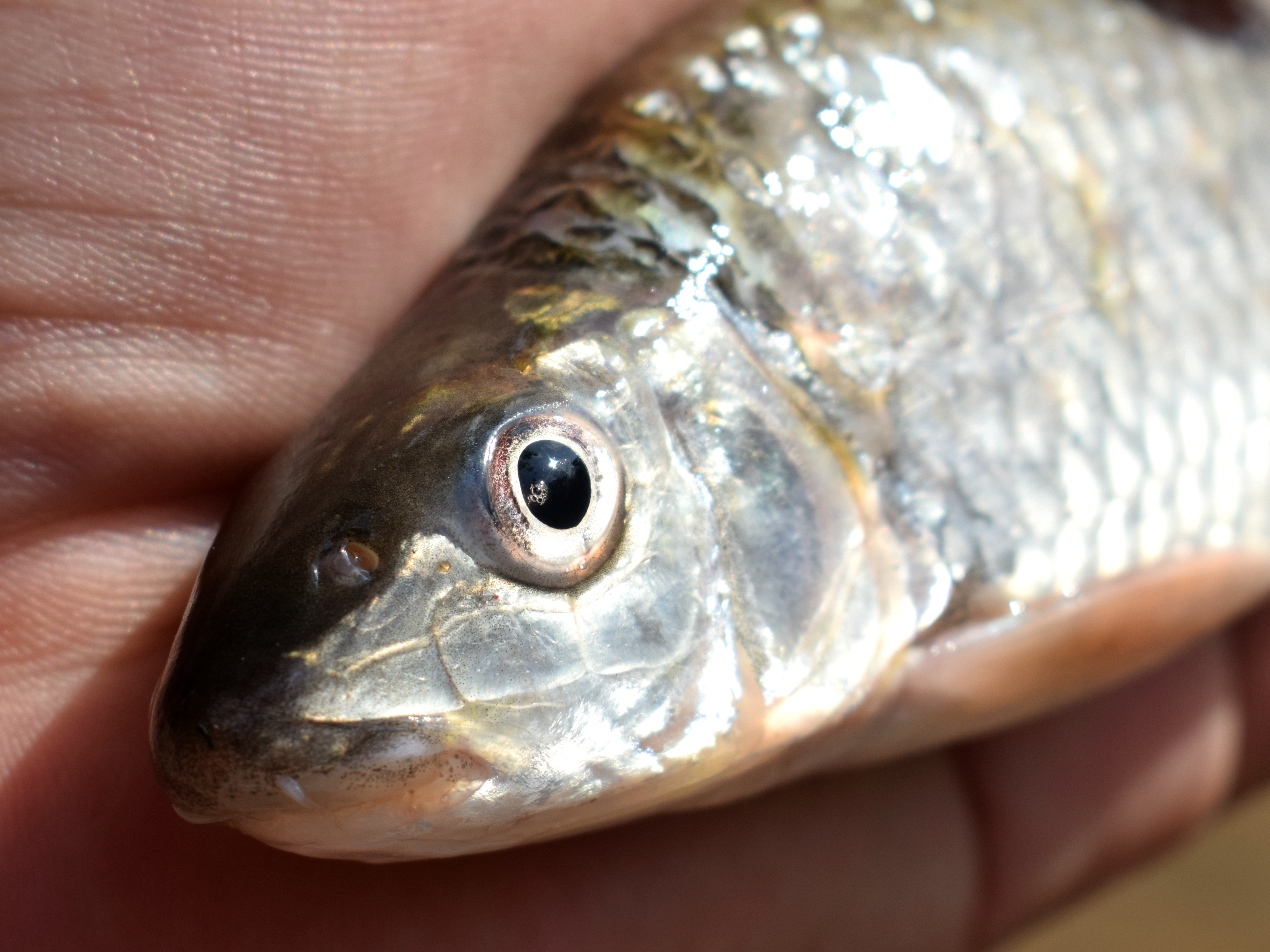
testa da vicino

Presenta un corpo allungato, poco compresso ai fianchi, con profilo dorsale arcuato e ventre tendenzialmente appiattito. La bocca è rivolta verso il basso e provvista di corti barbigli. Le pinne sono triangolari, la pinna caudale è bilobata. Il corpo è ricoperto da grandi scaglie. La livrea prevede un fondo grigio argenteo e pinne rosate: la caudale e la dorsale presentano anche linee nere.

Raggiunge una lunghezza massima di 30 cm.

### Alimentazione
Ha dieta onnivora: si nutre di alghe, fitoplancton, pesci ed crostacei.